# Герман (византийски генерал)
Вижте пояснителната страница за други личности с името Герман.
Герман (Germanus; гръцки: Γερμανός, + 604 г.) е военачалник на Византийската империя през началото на 7 век.
През 602 г. воюва при крепостта Дара в Месопотамия.

През 603-604 г. той e магистър милитум при император Фока.